# Qalawun

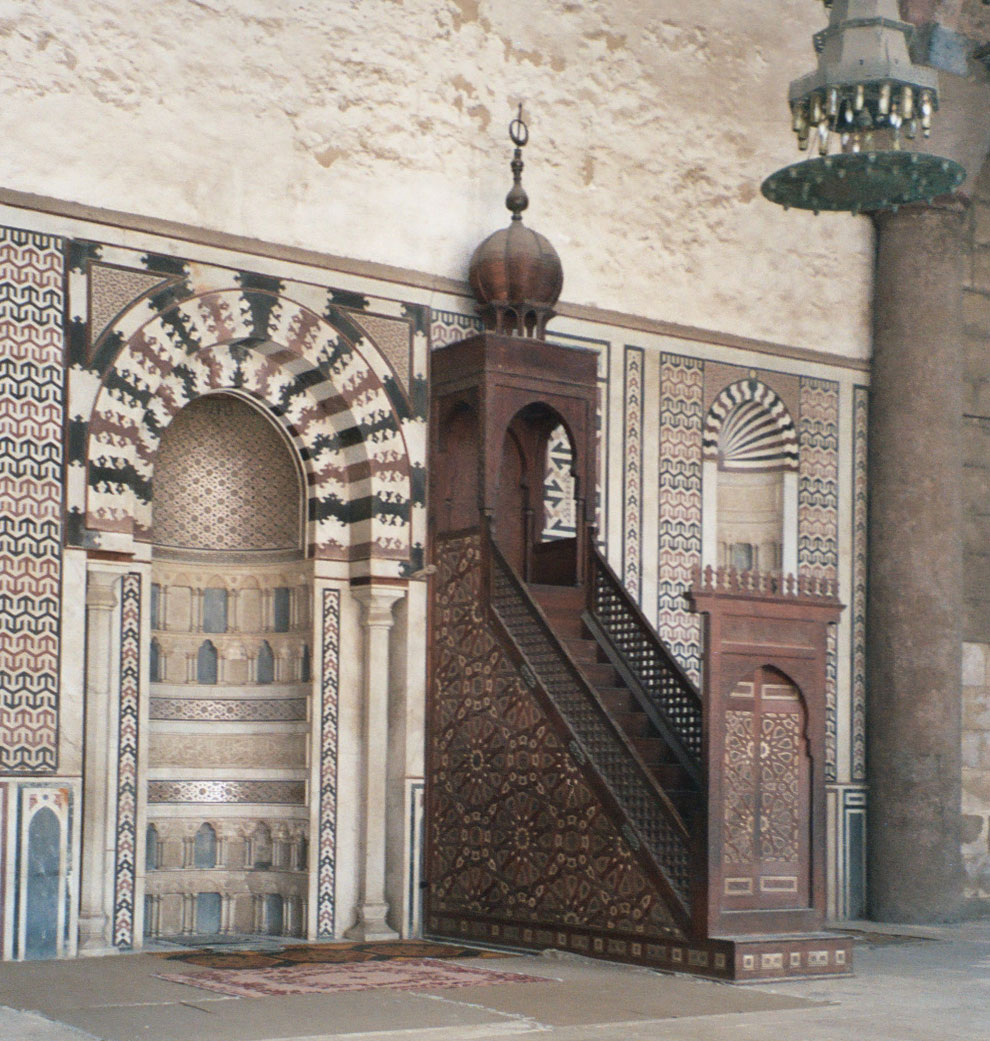
Miḥrāb e minbar della moschea del figlio di Qalāwūn, il Sultano mamelucco al-Nāṣir Muḥammad b. Qalāwūn (1318), cittadella del Cairo. La struttura palaziale che comprende la moschea, ospita anche il grande Bīmaristān al-Manṣūrī

Sayf al-Dīn Qalāwūn al-Alfi al-Manṣūr (1222 – 10 novembre 1290) è stato un sultano mamelucco d'Egitto, appartenente alla dinastia Bahri, di etnia turca Kipčaki.

## Le imprese militari
Qalāwūn (ovvero Qalāʾūn, in arabo سيف الدين قلاوون الألفي المنصور‎?, Sayf al-Dīn Qalāwūn al-Alfī al-Manṣūr) fu un turco kipchak Baḥrī. Divenne mamelucco negli anni Quaranta del XIII secolo, essendo stato comprato per 1000 dīnār da un appartenente del casato del sultano al-ʿĀdil II. Non imparò mai del tutto a parlare in modo fluente la lingua araba.
La sua ascesa politica cominciò quando divenne comandante (amīr) sotto il sultano Baybars, il cui figlio, Baraka Khan (o Berke Khan) aveva sposato la figlia di Qalāwūn. Baybars morì nel 1277 e a lui succedette Baraka. Nel 1279 Baraka e Qalāwūn invasero l'Armenia, ma mentre erano fuori dall'Egitto scoppiò una rivolta e Baraka fu costretto ad abdicare al suo rientro. A lui succedette il fratello Salāmish ma fu di fatto Qalāwūn a gestire il potere in qualità di atabeg.
Dal momento che Salāmish aveva un solo figlio bambino, Qalāwūn capì che l'Egitto aveva bisogno di un governante adulto e Salāmish non tardò a essere deposto nel 1279. Qalāwūn assunse allora il laqab onorifico di al-Malik al-Manṣūr (il Sovrano reso vittorioso [da Dio]). Sunqur al-Ashqar, il governatore mamelucco di Damasco, non fu d'accordo con quanto avvenuto e dichiarò se stesso sultano ma fu vinto in battaglia nel 1280. Nel 1281 l'il-khan mongolo di Persia Abāqā, figlio di Hulegu, invase la Siria ma fu sconfitto nella battaglia di Homs da Qalāwūn e Sunqur, che col primo s'era nel frattempo riconciliato.
Baraka, Salāmish (Sülemish) e il loro fratello Khadir furono esiliati a Kerak, l'antico castello crociato. Baraka vi morì nel 1280 (e si mormorò che Qalāwūn l'avesse fatto avvelenare) e Khadir prese il controllo del castello finché nel 1286 Qalāwūn ne assunse direttamente il controllo.
Come già fatto da Baybars, Qalāwūn firmò trattati con gli Stati crociati sopravvissuti e spesso anche con gli ordini militari crociati e i signori singoli che miravano a diventare o restare indipendenti. Riconobbe pertanto Tiro e Beirut come entità separate dal Regno di Gerusalemme, ora attestato a San Giovanni d'Acri. I trattati furono sempre favorevoli a Qalāwūn. Nel suo trattato con Tiro, ad esempio, egli si espresse a favore del fatto che la città non avrebbe edificato alcuna nuova fortificazione, sarebbe rimasta neutrale in ogni guerra tra Mamelucchi e altri Crociati e a Qālawūn sarebbe stato consentito di introitare metà delle tasse imposte in città. Nel 1281 Qalāwūn negoziò anche un'alleanza con l'Imperatore bizantino Michele VIII Paleologo contro Carlo d'Angiò, che minacciava sia l'Impero bizantino sia il Regno di Gerusalemme. Prima della sua morte nel 1290 egli negoziò trattati commerciali con i genovesi e il Regno di Sicilia.

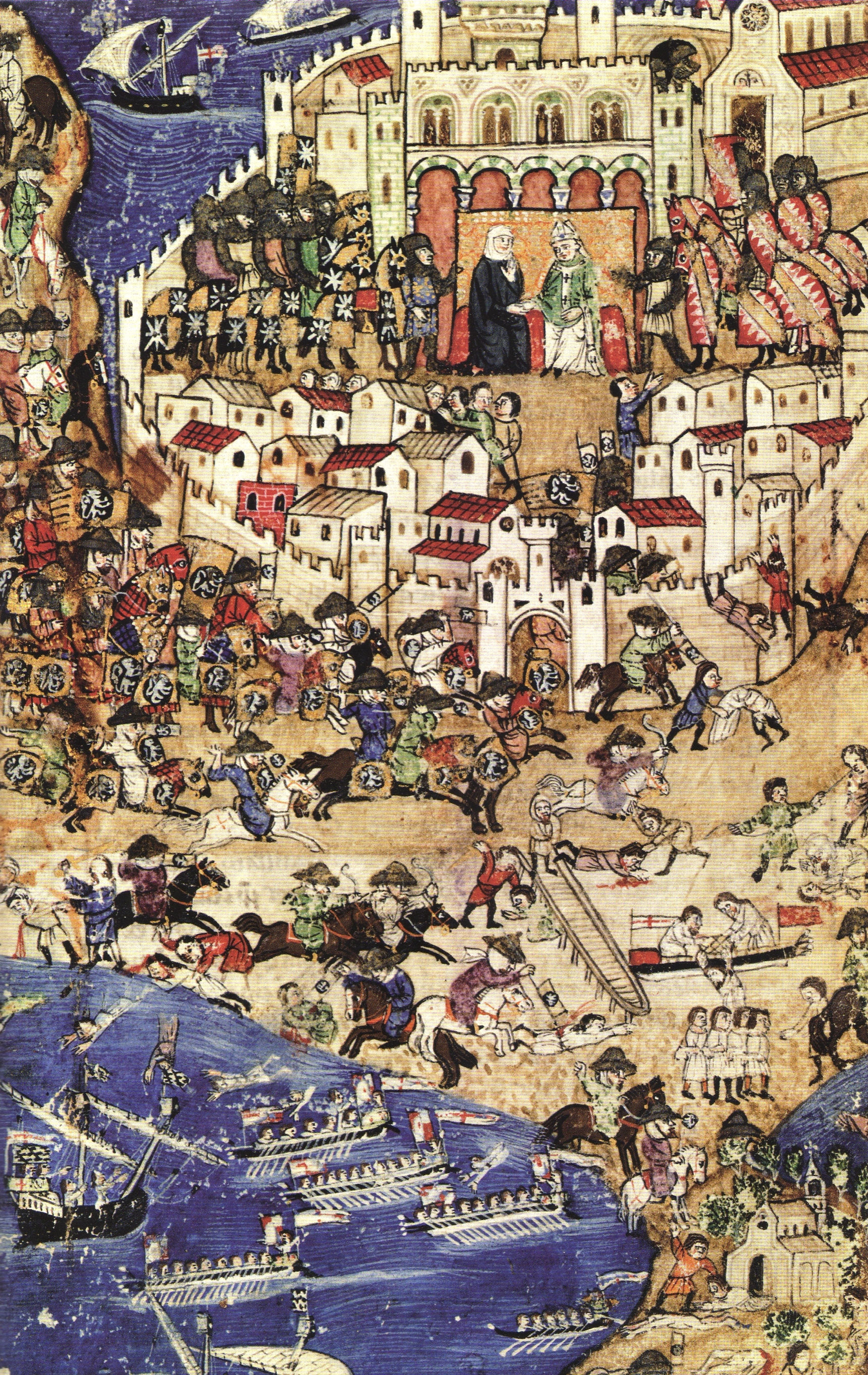
Conquista di Tripoli 1289 (XIII-XIV secolo)

Malgrado i trattati con i Crociati, nel 1285 strappò agli Ospedalieri la fortezza di Margat, precedentemente ritenuta inespugnabile, e vi stabilì una guarnigione mamelucca. Conquistò e distrusse anche il castello di Maraclea. Conquistò Latakia nel 1287 e Tripoli il 27 aprile 1289, mettendo così fine alla Contea crociata di Tripoli. Qui si crede fosse stato aiutato dai Veneziani e dai Pisani che si opponevano all'influenza genovese nella Contea. Il suo ultimo obiettivo fu la completa distruzione degli Stati crociati e marciò pertanto contro Acri nel 1290, malgrado avesse siglato una tregua decennale con la città nel 1284. Il pretesto fu che l'attacco era una ritorsione per una sommossa italiana in città che era scoppiata ai primi di quell'anno e nel corso della quale erano stati uccisi alcuni musulmani. Morì il 10 novembre prima della caduta della città, conquistata l'anno seguente dal figlio al-Malik al-Ashraf Khalīl.
Khalīl succedette al padre alla sua morte, sebbene Qalāwūn non nutrisse piena fiducia nei suoi confronti. Khalīl proseguì nella politica paterna sostituendo improvvidamente i mamelucchi turchi con quelli circassi: fatto che minò la solidità dello straordinario esperimento istituzionale che aveva portato a suo tempo i Mamelucchi ad ereditare il potere degli Ayyubidi. Tale politica aprì le prime fratture fra i ranghi mamelucchi e Khalīl stesso fu assassinato dai turchi nel 1293.

## Le riforme di Qalāwūn
Il sultano non merita di essere ricordato solo per le sue imprese belliche, perché non può essere trascurata la sua attività di finanziatore di importanti restauri e di eccezionale committente di opere pubbliche di straordinaria rilevanza. Fra i primi si ricordano le sistemazione della Cupola della Roccia di Gerusalemme e fra le seconde la costruzione nel 1284 del più grande nosocomio pubblico che fosse fino ad allora stato costruito in Egitto: il Bīmaristān al-Kabīr (Il grande Ospedale), o Bīmaristān al-Manṣūrī (L'Ospedale di al-Manṣūr), capace di ospitare gratuitamente 800 posti letto per pazienti di ambo i sessi e di qualsiasi condizione economica e sociale, affidati alle specialistiche cure di medici stipendiati a carico delle casse dello Stato. Nell'ospedale erano presenti cucine, dispensari, luoghi di lettura e ambienti di preghiera, nonché locali per la conduzione amministrativa dell'intera struttura.

L'idea dell'Ospedale - di cui ancor oggi si ammirano le grandiose strutture, splendidamente ornate dalla capacità dei migliori artigiani lapicidi mamelucchi - venne a Qalāwūn allorché fu ferito nel corso degli scontri con i Crociati e costretto al ricovero nel non meno straordinario ospedale fatto erigere a suo tempo dal sovrano zengide Norandino e per questo chiamato Bīmaristān al-Nūrī (Ospedale di Nur [al-Din]), o semplicemente Nūrī.
Per la costruzione del suo ospedale - eretto sul sito dell'antico Palazzo fatimide, Qalāwūn spese la imponente somma di 1 milione di dirham.

## Baybars al-Manṣūrī
Nel 1286 nominò governatore di Kerak lo storico e comandante militare mamelucco Baybars al-Manṣūrī.